# Març (Ardecha)
Mars és un municipi francès situat al departament de l'Ardecha i a la regió d'Alvèrnia-Roine-Alps. L'any 2007 tenia 284 habitants.

## Demografia

### Població
El 2007 la població de fet de Mars era de 284 persones. Hi havia 107 famílies de les quals 29 eren unipersonals (12 homes vivint sols i 17 dones vivint soles), 33 parelles sense fills, 37 parelles amb fills i 8 famílies monoparentals amb fills.
La població ha evolucionat segons el següent gràfic:
Habitants censats

### Habitatges
El 2007 hi havia 290 habitatges, 110 eren l'habitatge principal de la família, 162 eren segones residències i 18 estaven desocupats. 269 eren cases i 20 eren apartaments. Dels 110 habitatges principals, 97 estaven ocupats pels seus propietaris, 10 estaven llogats i ocupats pels llogaters i 3 estaven cedits a títol gratuït; 9 tenien dues cambres, 21 en tenien tres, 21 en tenien quatre i 59 en tenien cinc o més. 84 habitatges disposaven pel capbaix d'una plaça de pàrquing. A 52 habitatges hi havia un automòbil i a 49 n'hi havia dos o més.

### Piràmide de població
La piràmide de població per edats i sexe el 2009 era:
| Homes | Edats   | Dones |
| ----- | ------- | ----- |
| 0     | 95 o +  | 0     |
| 0     | 90 a 94 | 0     |
| 0     | 85 a 89 | 8     |
| 4     | 80 a 84 | 4     |
| 8     | 75 a 79 | 8     |
| 12    | 70 a 74 | 4     |
| 0     | 65 a 69 | 16    |
| 0     | 60 a 64 | 4     |
| 12    | 55 a 59 | 4     |
| 4     | 50 a 54 | 4     |
| 4     | 45 a 49 | 8     |
| 4     | 40 a 44 | 12    |
| 8     | 35 a 39 | 4     |
| 8     | 30 a 34 | 4     |
| 8     | 25 a 29 | 12    |
| 8     | 20 a 24 | 0     |
| 0     | 15 a 19 | 4     |
| 8     | 10 a 14 | 4     |
| 8     | 5 a 9   | 8     |
| 16    | 0 a 4   | 0     |

## Economia
El 2007 la població en edat de treballar era de 160 persones, 107 eren actives i 53 eren inactives. De les 107 persones actives 100 estaven ocupades (54 homes i 46 dones) i 7 estaven aturades (4 homes i 3 dones). De les 53 persones inactives 17 estaven jubilades, 9 estaven estudiant i 27 estaven classificades com a «altres inactius».

### Ingressos
El 2009 a Mars hi havia 110 unitats fiscals que integraven 287 persones, la mediana anual d'ingressos fiscals per persona era de 12.154 €.

### Activitats econòmiques
Dels 16 establiments que hi havia el 2007, 1 era d'una empresa alimentària, 1 d'una empresa de fabricació d'altres productes industrials, 1 d'una empresa de construcció, 3 d'empreses de comerç i reparació d'automòbils, 2 d'empreses d'hostatgeria i restauració, 6 d'empreses de serveis i 2 d'empreses classificades com a «altres activitats de serveis».
Dels 3 establiments de servei als particulars que hi havia el 2009, 1 era un taller de reparació d'automòbils i de material agrícola, 1 electricista i 1 restaurant.
L'únic establiment comercial que hi havia el 2009 era una botiga de menys de 120 m².
L'any 2000 a Mars hi havia 12 explotacions agrícoles.

## Poblacions més properes
El següent diagrama mostra les poblacions més properes.